# 210174 Vossenkuhl
210174 Vossenkuhl è un asteroide della fascia principale. Scoperto nel 2006, presenta un'orbita caratterizzata da un semiasse maggiore pari a 2,6177389 UA e da un'eccentricità di 0,1534452, inclinata di 13,12643° rispetto all'eclittica.